# Котвајлер-Шванден
Котвајлер-Шванден (њем. Kottweiler-Schwanden) општина је у њемачкој савезној држави Рајна-Палатинат. Једно је од 50 општинских средишта округа Кајзерслаутерн. Према процјени из 2010. у општини је живјело 1.328 становника. Посједује регионалну шифру (AGS) 7335020.

## Географски и демографски подаци
Котвајлер-Шванден се налази у савезној држави Рајна-Палатинат у округу Кајзерслаутерн. Општина се налази на надморској висини од 262 метра. Површина општине износи 7,6 km². У самом мјесту је, према процјени из 2010. године, живјело 1.328 становника. Просјечна густина становништва износи 175 становника/km².

## Међународна сарадња
| Мјесто | Држава    | Врста сарадње | Од    |
| ------ | --------- | ------------- | ----- |
|        | Француска | партнерство   | 1978. |
|        | Француска | партнерство   | 1968. |
| Извор  |           |               |       |